# Nkandla
Nkandla es un municipio local sudafricano situado en el distrito de King Cetshwayo, en la provincia de KwaZulu-Natal.

## Superficie
Nkandla tiene una superficie de 1828 km².

## Demografía
En 2022, tenía 108 896 habitantes, una densidad poblacional de 59,58 hab./km², y 16 254 viviendas.